# 나이토 마사사다
나이토 마사사다(일본어: 内藤政貞, 1685년 ~ 1722년 6월 6일)는 에도 시대의 다이묘로, 유나가야번 제3대 번주이다. 어릴적 이름은 조주로(長十郎)이며, 관위는 종5위하, 도노모노카미이다.
히지카타 가쓰요시의 둘째 아들로 태어났다. 처음에는 200석의 하타모토로 막부에서 일하였는데, 1703년, 유나갸아 번의 2대 번주 도야마 마사노리가 죽자, 그 양자가 되어 뒤를 이었다. 이때 가문의 성씨를 도야마에서 나이토로 다시 바꾸었다. 1709년 음력 3월에 관직을 서임받았고, 닛코 제례 봉행역 등을 맡았다. 1722년, 38세의 나이로 사망하였으며, 장남 마사아쓰가 그 뒤를 이었다.